# Josef Mydlo
Josef Mydlo (* 10. února 1952) je bývalý československý fotbalový záložník. Jeho syn David byl rovněž prvoligovým fotbalistou.

## Hráčská kariéra
V československé lize nastoupil za TJ Vítkovice ve 33 utkáních a dal 3 góly. Začínal v Dolní Bečvě, dále hrál nižší soutěže mj. za ŽD Bohumín a Rožnov pod Radhoštěm

### Ligová bilance
| Ročník                                   | Zápasy | Góly | Klub         |
| ---------------------------------------- | ------ | ---- | ------------ |
| Česká národní fotbalová liga 1978/79     | –      | -    | TJ Vítkovice |
| Česká národní fotbalová liga 1980/81     | –      | 3    | TJ Vítkovice |
| 1. československá fotbalová liga 1981/82 | 27     | 3    | TJ Vítkovice |
| 1. československá fotbalová liga 1982/83 | 6      | 0    | TJ Vítkovice |
| Česká národní fotbalová liga 1982/83     | 20     | 1    | ŽD Bohumín   |
| CELKEM 1. LIGA                           | 33     | 3    |              |